# Gafadurahütte
Gafadurahütte – górskie, alpejskie schronisko turystyczne w północno-wschodnim Liechtensteinie, zlokalizowane na zachodnich stokach Sattelspitz (1688 m n.p.m.) i Saroji (1659 m n.p.m.) w paśmie Rätikon (Alpy Wschodnie), nad miejscowością Planken, na granicy z Austrią. Należy do Liechtensteiner Alpenverein (LAV).
Schronisko, położone na wysokości 1428 m n.p.m., było dawniej książęcą chatą myśliwską i zostało rozbudowane pod potrzeby Alpenverein. Jest otoczone lasami i pastwiskami. Ma 40 łóżek w dwóch pokojach dla 18-22 osób. Widok z tarasu obejmuje dolinę Renu. Na miejscu serwowane są zimne i ciepłe posiłki. Obiekt jest zamknięty w miesiącach zimowych (czynny od maja do października). Nie ma części zimowej ani zimowego telefonu alarmowego.
Obiekt jest najczęściej punktem wypadowym na Dreimarkstein (1948 m n.p.m.), Sattelköpfe, Drei Schwestern, Kuhgrat i Fürstensteig.

## Galeria

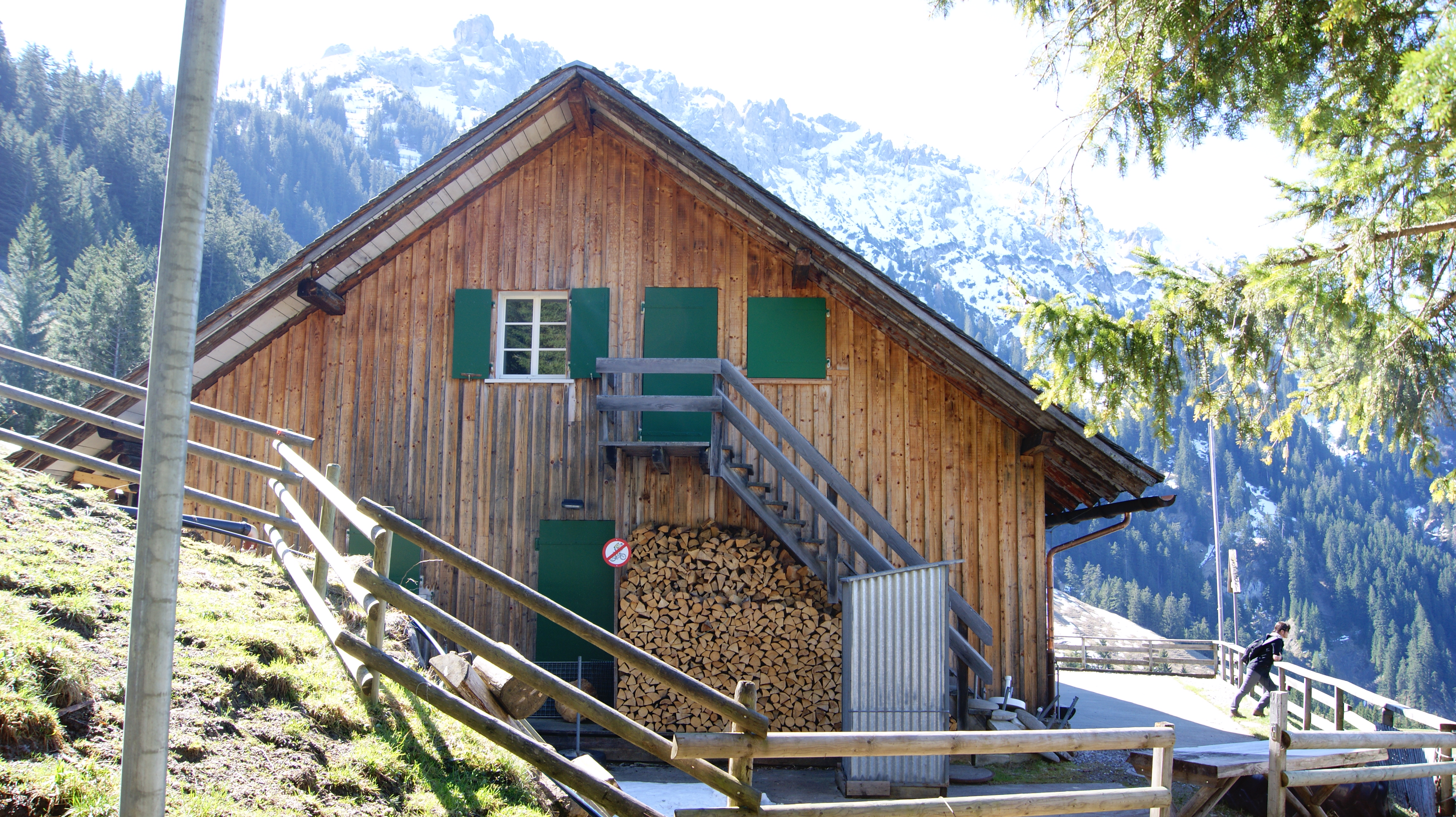
Elewacja tylna
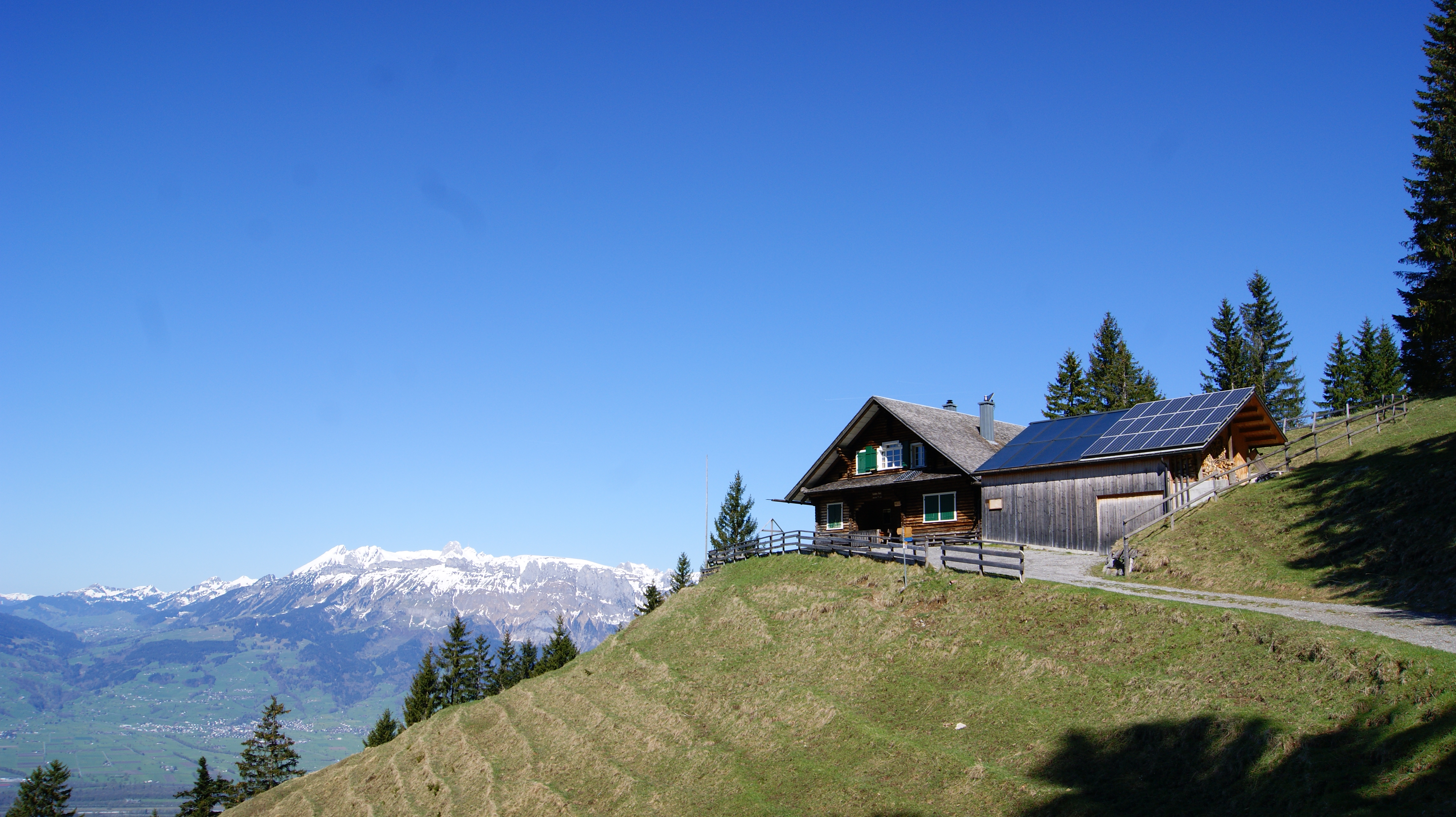
Widok wraz z otoczeniem
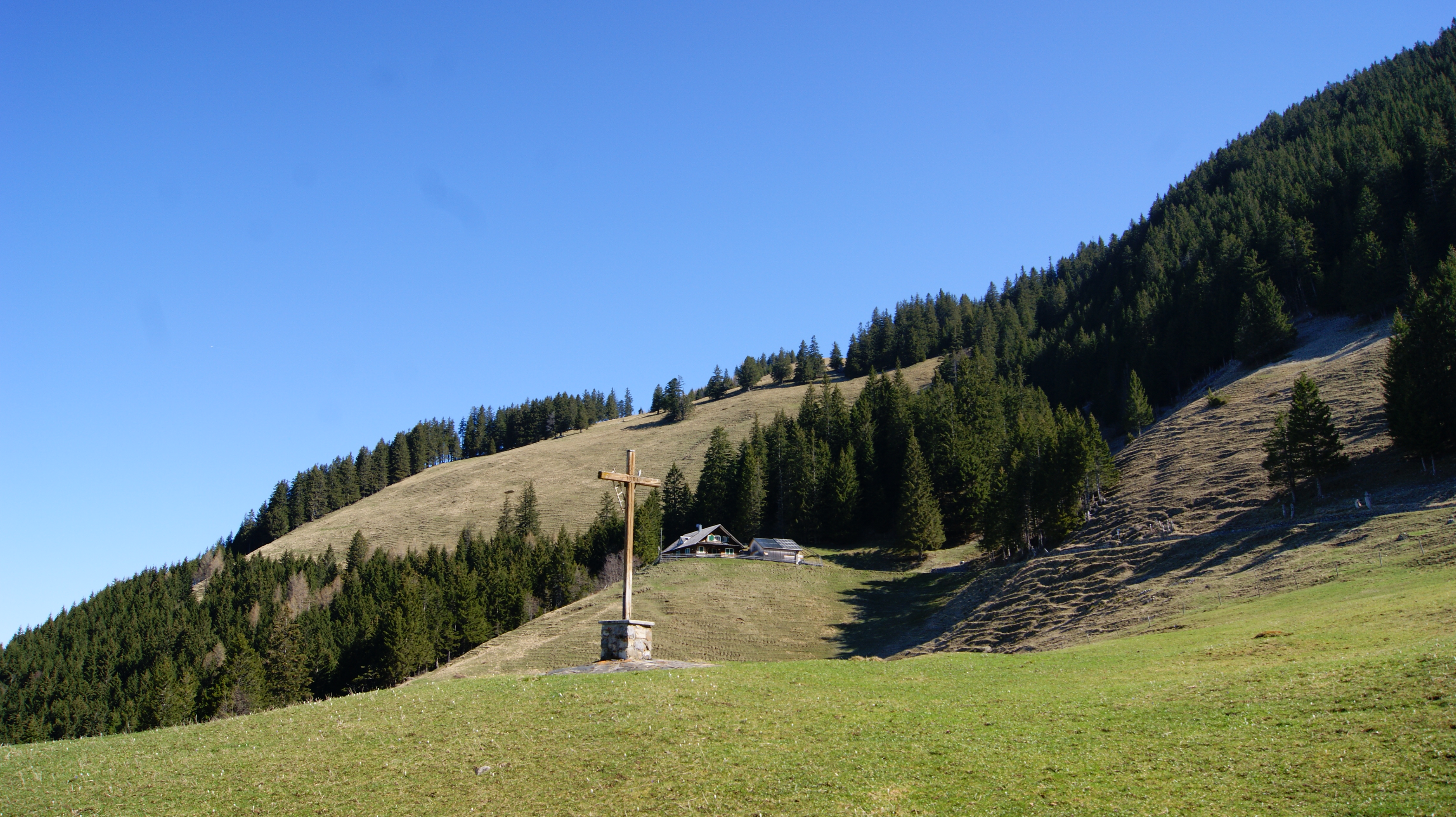
Okoliczne łąki